# 둥지짓는 드래곤
둥지짓는 드래곤(일본어:巣作りドラゴン)은 2004년 6월 25일에 소프트하우스캐러에서 발매된 성인용 시뮬레이션 게임이다.

## 줄거리
무대는 중세 시대의 한 왕국이다. 어느 날, 엘브워드 왕국에 있는 커다란 산에 용이 둥지(Lair)를 틀기 시작했다. 용은 주변 마을, 고을에 산제물이나 금품을 요구하며 거역하는 자는 용서를 절대 하지 않았기에 왕국은 소란스러워졌다. 하지만 그 용은 막대한 피해는 주지 않아 쓸데없이 자극하지 않고 그냥 조용히 지켜보기로 했다. 헌데 수십 년 후, 갑자기 용이 마을이나 고을을 공격하며 공물을 요구해 왔다. 이를 방치할 수 없었던 그 왕국은 어쩔 수 없이 용 토벌령을 내리게 된다. 한편, 혼혈 용족인 블러드는 어린 시절부터 용족에서 가장 최강이자, 가장 최악의 여성이라 불리는 류미스에게 집에 기어들어온 악어 취급을 받으며 몇 번이나 두들겨 맞았다. 그 후, 그는 커다랗고 멋진 둥지를 만들며, 금은보화를 잔뜩 쌓고 나서 결혼을 하는 용족의 관습을 이용하여, 둥지 만들기를 구실로 용족의 마을을 떠나기로 한다. 그런데 전날 행방불명이 된 블러드의 약혼녀 라이아네를 대신해 류미스가 약혼녀가 되고 만다. 일부러 둥지 만들기를 늦춰가며 결혼을 끌어보려고 한 블러드였으나 성미 급한 류미스가 멋대로 주변의 마을이나 고을을 공격하여 공물을 요구한다. 게다가 기한 이내 멋진 둥지를 만들지 않으면 팔거나 죽이겠다고 협박하였다. 결국 블러드는 울며 겨자먹기로 둥지 만들기에 힘을 쏟아야 하게 되는데......

## 시스템
게임의 목적은 류미스가 만족 할 만한 둥지를 만드는 것이다. 이를 위해선 보물을 많이 모으고, 둥지를 호화롭게 하며, 밤기술을 숙달해야 한다. 또 용퇴치와 보물을 노리고 인간이 쳐들어오기 때문에 요격할 몬스터를 고용하거나 함정을 설치할 수도 있다.
보물은 마을, 고을을 공격할 때 얻는 공물, 침입자를 격퇴하여 강탈 혹은 인질로 잡아 몸값을 받아내어 얻을 수 있다. 둥지는 보물을 소비하여 호화롭게 하고(보물은 실상 돈과 같은 개념), 밤기술은 포로들로 연습하여 숙달한다.

## 세계설정
- 용족

수천 년 전까지 온 세상을 지배했던 초생명체. 불로장생(외적요인으로 단명하지 않은 경우, 수명은 수만 년)으로 전투력은 천사나 악마를 능가한다. 성격장애를 앓고 있었는지 너무나도 오만방자하게 학살과 파괴를 자행하였기에, 천계 및 마계가 연합하여 전쟁을 벌였으며, 2000년이나 싸운 끝에 굴복했다. 전쟁 중에 대부분이 밀렵당하고 남은 개체수는 15마리 뿐이었는데, 살아남은 용들은 사람으로 모습을 바꿔야 했는데다, 능력과 자유롭게 할 수 있는 권리를 박탈당했으며, 사람이나 아인(亞人)을 파트너로 수를 늘려갔는데 전쟁 중에 신에 의해 창조된 「용살자」의 일족이나 용살자의 신기를 손에 얻은 사람에 의해 현재 서식 수는 1000마리까지 줄어들었다. 또한, 암수의 성비는 1:16 꼴로 기울었다.
대개는 용의 마을 주변에서 살지만 어느 정도 성장하면 둥지를 만들기 위해 마을을 떠나 독립한다. 여성은 매우 강하며, 보유하고 있는 정신연령이 남성과는 비교가 되지 않을 만큼 훨씬 높다. 1000년 이상 장수하기 때문인지 번식력이 묘하게 낮다. 현대에 사는 용은 보통 사람의 모습으로 생활하는데, 이는 일시적인 모습으로, 사람 모습일 때의 용은 살해할 이유가 없다. 사람의 모습일 때 치명상을 입으면 원래 모습으로 돌아온 다음 병에 걸리며, 이성을 잃고 본능이 이끄는 대로, 또 닥치는 대로 때려 부숴 버리며, 이 때, 기억상실증에 걸리는 경우가 있다.
많은 용들은 사람 모습일 땐 사람 수준의 힘밖에 사용하지 못하나 높은 정신연령을 보유했거나, 막강한 힘을 가졌거나, 오래 생존한 용은 사람의 모습이더라도 원래 힘을 쓸 수 있기도 하다. 신체 자체가 고급 마법을 위해 필요한 소재이다. 또 회춘의 비약에 쓰는 재료인 남성용의 정액을 몸 안에 받아들인 사람, 아인의 여성은 불로장생하여 약 300년 정도 산다고 한다. 고대룡, 마왕룡, 암흑룡, 화염룡, 수빙룡, 지쇄룡, 열풍룡, 뇌광룡 등 전부 15종류가 있다. 또한, 와이번 등 아룡(亞龍)도 존재하는데, 이들의 능력은 용에 비하면 매우 뒤떨어지며 정신연령도 심하게 낮다.
- 용의 결혼

용은 일반적으로 부모들이 정해 준 약혼자와 결혼한다. 성장한 젊은 용은 결혼 준비를 위해 마을을 떠나 사람의 영역인 산맥 등에 둥지를 튼다. 둥지를 크게 만들고, 상당한 축제를 연 후에 약혼자를 받아들인다. 성적인 것에 관해 쉬쉬하는 관습이 있어 성교육이라는 것이 존재할 필요가 없기에, 젊은 용은 둥지에 이유없이 침입한 사람이나 아인의 여성을 사로잡아 이들을 상대로 밤일을 연습하며 다가오는 첫날 밤을 대비한다.
정신연령이 낮거나, 둥지가 초라하거나, 재산이 적거나, 기교가 미숙한 상태에서 신부를 받아들이면 세상 그 어느 동물보다도 더욱 하찮은 존재로 간주하며, 신랑이 갑자기 사라져 없어지는 경우가 있다. 또 용은 남성보다 여성의 수가 지나치게 현저히 많아 일부일처제는 없으나 여성용은 정신연령이 엄청나게 높으며, 테러리스트이기 때문에, 부인을 잘 유혹할 수 있는 남편만이 두 번째 아내를 얻을 수 있다.
- 용살자

용과 천계, 마계간의 전쟁 중에 신이 창조했다는 특수한 사람. 기본적인 전투력은 일반인보다 우월한데다 용의 혈통에 반응하여, 대치하고 있는 용의 능력을 봉인하는 특수능력을 지니고 있다. 상대 용이 순수혈통에 가까울수록 효과는 크다. 용살자의 일족은 전쟁종결 후에도 계속 용을 죽이고 다녔기 때문에 용의 절멸을 염려한 천계, 마계에 의해 이들 일족은 박멸되었다. 또, 그 용의 능력을 봉인하는 용살자의 검이라는 신기가 존재하는데 용살자 일족의 박멸과 동시에 거의 대부분 천계로 회수되었으며, 마계에서는 매우 희귀한 수집품으로 취급된다.
- 용기사

용의 그 긴 일생 중, 단 한 사람에게만 주는 칭호 또는 그 칭호를 얻은 파트너를 말한다. 유일하게 용의 등에 탑승할 자격을 취득한 사람을 일컫는 낱말이기도 하다. 수많은 기사 작위 중에서도 최고봉이며, 인간 사회에서는 어지간한 왕보다 더한 권위가 있다. 또 둥지를 짓는 용이 용기사를 맞이할 경우, 그 용기사가 체류하는 중에는 결혼을 연기할 수 있다.
- 균규스카 상회

어떤 흡혈귀가 창업한 마계에서도 손꼽히는 상회. 주요업무 중 하나로 용 둥지의 위탁관리가 있다. 종업원은 전부 마족이다. 조직체계는 군대식으로 시급제로 받는 병, 하사관과 월급제로 받는 사관으로 나뉜다. 용의 둥지같은 파견업무는 대령인 연대장이 통괄한다. 어차피 돈으로 고용된 관계라 고용주에 대한 고용인의 충성심은 거의 없다. 사내를 위한 규칙으로 고용주와의 육체 관계가 금지되어 있다. 또한, 종업원이 상회를 퇴직하기 위해서는 장성으로 진급하여 본사 근무를 하거나 누군가에게 청탁을 해야 한다.
- 메이드대

균규스카 상회에서 일하고 있는 마족(흡혈귀의 권속)소녀 집단. 옆으로 길게 뻗은 큰 귀가 특징으로, 모두 메이드복을 착용하고 있는데, 모든 메이드가 머리색 이외엔 거의 같은 외모를 하고 있는데 그런 민족이기 때문인 듯하다. 자신의 의사와는 관계없이 마을 단위로 상회에 고용되거나 영입된다. 동족이기 때문인지 동료간에 사이가 대단히 좋으며 화기애애하다. 남성의 정신이나 정력을 흡수하거나 반대로 나눠주거나 하는 능력을 지녔는데, 메이드의 대다수가 처녀여서 자기 능력을 제대로 컨트롤할 수 없는게 사내 규칙인 「고용주와 육체 관계를 가지지 말 것」의 이유다. 블러드의 둥지에 파견 된 메이드대는 42명으로, 모두 사관이며 둥지의 증·개축부터 침입자 요격 지휘, 포로관리, 집안일까지 무엇이든 척척 해낸다. 또 전투지휘 메이드의 콜사인은 「contorl 1」, 정찰 메이드의 콜사인은 「arm 1」이다.
- 마족

마계의 주민. 다양한 종류가 있는데 본작에선 흡혈귀의 권속밖에 나오지 않는다. 미뢰가 없어 지독할 정도로 맛을 느끼지 못하며, 마족이 만든 요리를 먹는 일은 사람에게 고문이라고 한다.
- 수인

동물의 육체적 특징을 지닌 아인. 마을을 만들고 정착하며, 수렵이나 경작으로 생계를 유지한다. 인간에게 박해받아서 그런지 서로 관계는 매우 좋지 않으나 일부는 접하고 지내는 사람도 있다고 한다.
- 엘브워드 왕국

자원이 풍부하다는 특성을 제외하자면 그냥 평범한 왕국. 인접해 있는 핫산 왕국과 라이트나 왕국 사이의 분쟁에 휘말려 위기상황에 처했으며, 수십 년 전부터 북쪽에 있는 산에 용이 살고 있다.

## 메인 캐릭터
- 블러드 라인

이 게임의 주인공. 용, 즉 드래곤 사회의 상층부에 의해 선조 대대로 계획적으로 행해진 교배에 의해 태어난 잡종으로, 비록 세상 모든 용 중에서는 나이에 비해 비정상적으로 어린이와 같은 정신을 지녔으나 마왕룡, 화염룡, 수빙룡, 지쇄룡, 열풍룡, 뇌광룡 등의 피를 이어받았기 때문에 이 종들의 능력을 사용할 수 있으며, 원래는 암흑룡 일족의 출신인 것으로 추정된다. 본체의 경우, 5개의 뿔과 금색의 비늘을 가지고 있다. 혼혈이기 때문인지 정신연령이 심하게 낮으나 용족 중에서는 덜 떨어지는 편이다. 본인도 그 일은 알고 있으며, 가끔 자학적인 대사가 나오는 경우도 있다. 어릴 때부터 류미스에세 집에 기어들어온 악어 취급을 받으며 두들겨맞아, 몇 번이나 다치거나 죽을 뻔한 적도 있었으며,(두 번은 생사의 기로에서 헤맸으며, 반 년 정도 몸져 누워야 했다고 한다.) 자신의 습성을 이용하여 마을을 떠났을 경우, 내심 안심해하는 대사도 있다. 류미스에게 잡아먹힐까 봐 불안해하면서도 그다지 싫어하지는 않아, 거꾸로 용족 중에서 제일 똑똑하고 용기있는 모습을 동경하여 목표로 하고 싶어하는 마음도 있는 듯하다. 둥지는 최고의 공격 마법으로도 무너지지 않게 설계했음에도 불구하고 용의 정신연령 차원에서는 아예 버틸 수가 없기 때문에, 어느 정도 재산을 모아 수선비가 쪼들리지 않을 때까지 균규스카 상회의 의향으로 인해 참전을 절대로 하지 못하게 구속되어 있다. 전투 할 경우, 그 때마다 둥지가 너무 약해 부서지기에 전투가 끝난 후에는 수리비가 빠져나간다.
- 류미스벨룬 (성우:아오야마 유카리)

애칭은 류미스. 라이아네와 같이 현대에 남은, 단 두 마리의 순수혈통 고대룡으로 용족 최강의 여성 테러리스트. 기본적으로 정신연령이 높으나 파괴적인 게임에 지나치게 빠져 있어 선과 악을 전혀 구분하지 못한다. 블러드의 둥지에 있는 균규스카 상회의 쿠와 메이드대를 매수했으며, 그녀들에게 블러드가 지체없이 결혼식을 진행하도록 기를 것을 지시한다. 어렸을 때부터 블러드에게 호의를 가지고 있었으나 자매나 마찬가지인 친구 라이아네의 약혼자가 되어서 그랬는지 말 한 마디 하지 못한 채 혼자 고민하고 있었으며, 용 사회의 상층부가 혼혈종의 유익성에 의문을 품고 블러드의 포식 및 말살을 모색했을 때 블러드를 자신의 소유물로 만들기 위해 계획에 가담한 장로들을 살해하고 잡아먹었으며, 남동생인 마이트는 블러드의 친구이기도 하다. 인기가 높음에도 불구하고 이상하게도 이 게임을 개발한 제작진들에게는 예상 밖이었다고 한다. 뿐만 아니라 히로인으로 생각조차 하지 않았기에, 그로 인해 패키지 일러스트에도 그려져 있지 않으며, 그 마음속은 사실......
- 유메 사이온 (성우:오오나미 코나미)

산기슭 마을에서 공물로 함께 바쳐진 수인 혼혈의 여성. 사람 쪽의 선조는 용살자의 일족으로 그 힘을 이어받았다. 수인과의 교접으로 용살자 박멸 작전에서 사이온의 일족은 빠진 듯하며, 가보인지는 알 수 없어도 용살자의 검을 가지고 있다. 마을에 있던 많은 여동생들을 두고 혼자 오게 되는데, "내 선조는 사이온지"라고 이름을 대었으나, 세월이 흐르는 도중 사이온으로 변경되었다. "어차피 죽을 목숨만큼 한 번 싸워보겠다"며 블러드에게 도전했으나 블러드가 잡종이라 그랬는지 용살자의 영향이 적었던 것과 유메 자신이 전투에 맞지 않는 복장을 한 채 블러드에게 전치 수 개월의 부상을 입혔으나 반격을 맞고 사로잡힌다. 가사능력은 매우 뛰어나고, 블러드를 따르게 되었으며, 그 후로는 주로 요리 당번을 맡으며 둥지 내의 식사를 크게 개선시켰다. 얌전한 성격이지만 갯과인지, 아니면 고양잇과인지 물어본 메이드를 웃는 낯으로 위압하거나, 요리를 배우러 온 메이드에게 창을 주며 사냥을 해 오라고 시키는 등 난해한 면도 있다. 고용주인 블러드의 측근 급이어서인지 균규스카 상회 사람들은 유메님으로 부른다. 당연하지만 용살자의 힘을 최대한으로 발휘할 수 있는 순수혈통의 고대룡인 류미스와의 궁합은 최악으로, 용살자의 검을 장비했을 때 전투력이 류미스를 크게 웃도는 것이 그 나쁜 사이에 더 박차를 가했다.
- 페이 루란젤 헬톤 (성우:시부야 히메)

예전에 엘브워드 왕국의 제1왕녀 근위 기사였던 프로마이어 헬톤을 아버지로 둔 여검사. 아버지가 군무중 중대한 규율을 위반했기에, 기사 작위를 박탈당하고 가문도 문을 닫았기에 페이 자신은 아무런 작위나 관직도 없다. 아버지가 남긴 근위기사의 장비, 특히 마법검을 소중히 다루고 있다. 고을이 용에게 공격당하는 것을 보고 토벌에 나서, 용을 무찌른 기사의 칭호를 얻어서 다시 가문을 부흥시킬 목표를 가지고 있다. 용감하게 둥지로 침입했지만 검이 안드는 몬스터들에게 동요하며 준비를 해 왔음에도 불구하고, 묘하게 대처를 제대로 한 적이 없어 결국 사로잡힌다. 블러드에게 잡아먹힐 뻔한 일이 일어나면서부터 충성을 맹세하고는, 고용된 몬스터와 함께 둥지 방어를 맡게 된다. 둥지에 있는 마족이나 몬스터와 완전히 익숙해지는 등 이외로 적응력이 뛰어나다. 씩씩한 검사의 풍채이나 여성스러움도 지니고 있어 블러드의 셔츠를 끌어안고는 멍하니 있는 모습이 한 메이드에게 발각되면서 멸종위기종으로 오해받는다. 블러드의 측근 급이어서인지 균규스카 상회 사람들은 "페이 님"이라 부른다.
- 리 루크루 엘브워드 (성우:니시다 코무기)

애칭은 루크루. 엘브워드 왕국 의 제1왕녀. 인접한 핫산 왕국, 라이트나 왕국이 영토 내에 자리잡은 용을 두려워하기에 침공을 보류하고 있어, 이 나라가 독립을 유지하고 있는 현상을 거울삼아 용을 토벌하려고 하는 부왕의 뜻을 뒤집기 위해 고민하고 있다. 성격은 드세고 세침하지만 부하에겐 오만한 태도는 보이지 않고 나라를 잘 살게 하기 위해 노력하므로 가신들의 인망이 두텁다. 매번 쳐들어오는 엘브워드 군에 질린 블러드가 귀족의 딸을 유괴 및 유혹하여 군의 출동규모를 축소시킬 속셈으로 엘브워드 성을 털었는데, 습격용으로 고용한 촉수 몬스터가 성에 있던 여성들을 닿는 대로 사로잡던 중에 자신도 섞여 들어가 끌려가게 되었는데, 블러드에게 잡아먹일 뻔하였으며, 왕국내에서 토벌반대파로 계속 활동할 것을 강요받고 나서 해방되는데 블러드와의 밤일을 목적으로 이후로도 계속 찾아오게 된다. 언동이나 용모, 분위기가 류미스와 닮아서인지 메이드들이 매우 불안해한다.
- 쿠 (성우:하루노 사츠키)

블러드의 둥지에 파견된 균규스카 상회의 지휘관으로, 계급은 대령이며, 직책은 연대장이다. 붉은 머리를 트윈테일로 묶고 있으며, 집사 옷을 입고 다닌다. 성격은 밝으며 생각한 것은 금방 말한다. 마법을 사용해 공중을 날 수 있으며, 블러드가 근처의 고을이나 마을을 습격할 경우 꼭 동행하는데, 이는 블러드의 신변을 걱정한 류미스가 동행하라고 지시했기 때문으로 보인다. 요리를 못하는 마족 중에서도 특히 요리를 못하며, 그 솜씨는 독조차 맛있게 먹는 마족의 한 메이드를 단 한 입으로 졸도시킬 정도. 노래방을 엄청나게 좋아해, 마이크를 한 번 잡으면 종체 놓지 않는다. 블러드를 주인님이라고 부르긴 하지만 고용인이라서 충성심은 낮으며 다른 메이드들처럼 류미스에게 매수당했기에, 블러드보다 그녀의 명령을 우선시한다. "돈을 내는 사람들은 모두 저의 주인님이랍니다."라고 말한다. 대단히 머리가 좋으며, 때에 따라선 블러드의 참모역할을 수행한다. 블러드가 상품을 별로 안사므로 영업실적은 떨어진 모양이다. 그 때문에 자주 블러드에게 상품을 추천한다. 가슴이 작아서 컴플렉스가 있다. 그로 인해서인지 노출이 많은 복장은 좋아하지 않으며, 옷을 갈아입는 모습을 보이는 것을 극단적으로 싫어한다. 여담으로 이름이 한 글자이다.
- 두에르나(=라이아네) (성우:나가사키 미나미)

류미소와 함께 세상에 몇 안 되는 고대룡이자 용살자로 이름높은 여성 마법사. 용 사회에서 가장 위험한 사람으로, 각 용들 앞으로 발견 즉시 그 자리에서 살해하고 잡아먹으라는 수배장이 나올 정도였다. 용을 죽이는 것은 마술의 재료가 되기 때문이었으나, 실제로는 자신도 잘 알지 못했으며, 그저 용에 대해 가슴 깊이 강한 원한을 품고 있는 것이 원인이었다. 그로 인해서였는지 용을 표적으로 삼는다. 가끔 가까이 있는 블러드가 그녀에 의해 노려지기도 한다. 라이아네와는 동일인물이다.
- 류벨마이트 (성우:이치죠 히카루)

애칭은 마이트. 블러드의 친구이자 류미스의 남동생. 남성용 중에서 매우 높은 정신연령을 자랑하나 여성용에 비하면 개나 돼지, 혹은 하찮은 벌레로 여겨질 정도. 블러드와 마찬가지로 둥지를 짓고 있는데, 가끔 블러드의 둥지에 찾아온다. 약혼녀의 인물상은 불분명하나, 블러드가 그의 약혼녀를 떠올리며 미묘한 표정을 지은데서 대강 짐작할 수 있다. 약혼녀가 있는 블러드를 여전히 마음에 담아두고 있는 누이 류미스를 보다 못해 모종의 음모를 꾸미는데......

## 서브 캐릭터
- 테이 티커 (성우:카스가 안)

블러드의 둥지에 파견된 균규스카상회 메이드대의 일원. 머리색은 녹색. 만능사관으로 다양한 일을 하지만 블러드의 밤일 연습 감시나 밤일 상대인 포로를 관리하는 일이 많다. 흡혈귀의 능력을 써서 성욕이 위험할 정도로 과대해진 블러드의 정신을 흡수하여 고치려 했지만 실패하고 폭주한 블러드에게 농락당한다. 그 뒤에도 상관인 쿠에게 들키지 않게 몰래 관계를 유지해간다.
- 에파 라이즈맨 (성우:토가시 케이)

둥지에 침입하다 잡혀서 첩이 된 여검사. 대검을 사용하며 츤데레기질이 있다. 둥지 주변의 정찰부터 둥지의 방어를 담당하는 용전사로 활약하고, 블러드와의 사이에서 세명의 아이를 얻게 된다. 아이들은 모두 성장하여 뛰어난 검사로 이름을 남겼다고 한다.
- 마임 마이스트론 (성우:카네마츠 유카)

사로잡혀서 첩이 된 여사제. 처음엔 저항하지만 쾌락에 빠지고 만다. 둥지내의 치료요원으로 활약하며 블러드와의 사이에서 두명의 아이를 얻었다. 아이들은 엘브워드왕국에 공헌하여 역사에 이름을 남겼다.
- 랄 그레이 (성우:다이너마이트 아미)

사로잡혀서 첩이 된 여군.(엘브워드왕국기사) 역시 츤데레기질이 있다. 해방된 후 블러드의 아이를 갖게 되고 다시 둥지로 돌아와 방어를 맡는다. 아이는 전사로 이름을 남긴다.
- 리오 하레인 (성우:우사미 모모카)

여도적. 엘브워드왕국 수도 도적조합장의 딸. 40대 무렵 아버지에게서 조합장의 자리를 찬탈하고 이후 100살까지 엘브워드왕국 뒷세계에서 활약하며 전설이 되었다. 블러드와의 사이에서 3명의 아이를 얻었다.
- 세피어 크리드 (성우:칸자기 치히로)

블러드의 둥지에 산재물로 바쳐져서 첩이 된 마을의 처녀. 산재물로 온 소박하고 순종적인 시골처녀인데 사람을 포섭하는 재주가 있어서 둥지에서 산재물들의 리더격이 된다. 나중에 둥지 근처에 산재물들과 그 아이들이 살 마을을 짓고 교섭만으로 마을을 지켜냈다. 블러드와의 사이에서 7명의 아이를 얻었고 그 중 한명은 용의 피가 짙게 이어져서 용으로 변신할 수 있게 되었다.
- 마가렛 베올프 (성우:하루노 사츠키)

산재물로 바쳐져서 첩이 된 귀족딸. 집이 몰락하여 상인에게 시집갔지만 남편은 작위를 목적으로만 했고 아들이 태어나자 바로 산재물로 바쳤다. 나중에 블러드의 명을 받은 쿠와 메이드들에게 구출된 아들과 함께 산기슭에 있는 수인의 마을(유메의 고향)로 가서 수인과 인간의 관계개선에 기여하였다. 용의 피를 짙게 이어받은 딸 한명을 얻었다. 작중 유일의 애딸린 여성.
- 로베르트 카론 (성우:우에키 토오루)

엘브워드왕국 제1왕녀 근위대의 병사. 루크루를 모신지 15년이 되는 베테랑으로 실질적인 그녀의 측근이다. 루크루 개인에 대한 충성심이 매우 강하고 그녀의 신변을 항상 걱정하여 너무 지나치게 염려하는 면이 있다.

## 미디어믹스
소프트하우스캐러의 홈페이지에 다른 둥지의 이야기를 다룬 외전만화가 있으며, 소설화되기도 하였다.
- 소설정보 - 소프트하우스캐러 원작/카이쇼이치 저 『巣作りドラゴン』(하비스트 출판, 2004년) 원화 사사키 큐류 ISBN 4-434-05076-1

## 비고
소프트하우스캐러의 8번째 시뮬레이션게임으로 발매전에 배포된 체험판이 높은 평가를 얻고 발매되었다. 이전 작들 보다 월등히 팔렸으며 나중엔 제작진 중에 "이게 안팔리면 회사를 그만둘 생각이었다"라고 발언을 한 사람이 있었는데 "레벨저스티스보다 개발기간이 짧은데 어째서 이게 대박이었는지 신기하다"라고도 하였다.